# 2008–2009-es szlovén labdarúgó-bajnokság (első osztály)
A 2008–2009-es szlovén labdarúgó-bajnokság élvonalának (hivatalos nevén: Prva SNL) küzdelmei 10 csapat részvételével 2008. július 19-én kezdődtek és 2009. május 23-án értek véget. A pontvadászatot a Maribor együttese nyerte.

## A bajnokság rendszere
A pontvadászat 10 csapat részvételével zajlott, a csapatok a őszi-tavaszi lebonyolításban duplázott oda-visszavágós, körmérkőzéses rendszerben mérkőztek meg egymással. Minden csapat minden csapattal négyszer mérkőzött meg, kétszer pályaválasztóként, kétszer pedig idegenben. A bajnokság győztese a szlovén bajnok lett, a 10. helyen záró csapat kiesett a másodosztályba, míg a 9. helyezett osztályozó-mérkőzést játszott a másodosztály ezüstérmes csapatával.
A másodosztály győztese feljut az élvonalba.

## Változások az előző szezonhoz képest
Kiesett az élvonalból
- Livar

Feljutott a másodosztályból
- Rudar Velenje

## Csapatok, stadionok
| Csapat               | Székhely    | Stadion                     | Befogad. |
| -------------------- | ----------- | --------------------------- | -------- |
| NK Celje             | Celje       | Arena Petrol                | 13 400   |
| NK Domžale           | Domžale     | Športni park                | 3 212    |
| Drava Ptuj           | Ptuj        | Mestni Stadion              | 2 200    |
| ND Gorica            | Nova Gorica | Športni park                | 3 066    |
| Interblock Ljubljana | Ljubljana   | ŽŠD Ljubljana               | 5 000    |
| FC Koper             | Koper       | SRC Bonifika Stadion        | 4 500    |
| NK Maribor           | Maribor     | Stadion Ljudski Vrt         | 12 435   |
| Nafta                | Lendva      | Športni park                | 2 030    |
| Primorje             | Ajdovščina  | Ajdovščina Football Stadion | 3 000    |
| Rudar Velenje        | Velenje     | Ob Jezeru Stadion           | 2 500    |

## Végeredmény
| #   | Csapat                      | M  | GY | D  | V  | G+ – G– | GK  | P                                    | Megjegyzések                                   |
| --- | --------------------------- | -- | -- | -- | -- | ------- | --- | ------------------------------------ | ---------------------------------------------- |
| 1.  | NK Maribor (B)              | 36 | 17 | 12 | 7  | 62–44   | +18 | 63                                   | 2009–2010-es Bajnokok Ligája – 2. selejtezőkör |
| 2.  | Gorica                      | 36 | 17 | 5  | 14 | 60–55   | +5  | 56                                   | 2009–2010-es Európa-liga – 2. selejtezőkör     |
| 3.  | Rudar VelenjeÚ              | 36 | 16 | 7  | 13 | 44–39   | +5  | 55                                   | 2009–2010-es Európa-liga – 1. selejtezőkör     |
| 4.  | CM Celje                    | 36 | 15 | 8  | 13 | 48–39   | +9  | 53 \|rowspan="2" bgcolor="#FAFAFA"\| |                                                |
| 5.  | NK DomžaleCV                | 36 | 12 | 14 | 10 | 44–40   | +4  | 50                                   |                                                |
| 6.  | Interblock LjubljanaK (KGY) | 36 | 13 | 8  | 15 | 52–51   | +1  | 47                                   | 2009–2010-es Európa-liga – 3. selejtezőkör     |
| 7.  | Nafta Lendava               | 36 | 11 | 10 | 15 | 36–52   | −16 | 43 \|rowspan="2" bgcolor="#FAFAFA"\| |                                                |
| 8.  | KoperNK Domžale             | 36 | 10 | 12 | 14 | 39–47   | −8  | 42                                   |                                                |
| 9.  | Drava Ptuj                  | 36 | 12 | 6  | 18 | 47–53   | −6  | 42                                   | Osztályozó                                     |
| 10. | Primorje (K)                | 36 | 9  | 14 | 13 | 36–48   | −12 | 41                                   | 2. SNL                                         |

Forrás: A Prva SNL hivatalos oldala (szlovénül) 
A rangsorolás alapszabályai: 1. összpontszám, 2. egymás elleni eredmények összpontszáma, 3. gólkülönbség, 4. szerzett gólok száma.
1Az Interblock Ljubljana nyerte a 2008–09-es szlovén kupát, így a 2009–2010-es Európa-liga 3. selejtezőkörében, míg a bajnokság 2. helyezettje a 2009–2010-es Európa-liga a 2., a bajnokság 3. helyezettje a 2009–2010-es Európa-liga 1. selejtezőkörében indulhat.
(B): Bajnokcsapat, (K): Kieső csapat, (F): Feljutó csapat, (I): Kupainduló, (R): A rájátszás győztese, (KGY): Kupagyőztes

### Osztályozó
A 9. helyezett csapat oda-visszavágós osztályozót játszik a másodosztály ezüstérmes csapatával. A párharc győztese vehet részt a következő idény élvonalbeli küzdelmében.

## Kereszttáblák

### A szezon első fele
| Hazai \ Vendég1      | CEL | DOM | DRA | GOR | INT | KOP | MAR | NAF | PRI | RUD |
| CM Celje             |     | 0–0 | 1–0 | 3–2 | 0–0 | 2–1 | 3–3 | 2–1 | 2–2 | 3–0 |
| NK Domžale           | 1–2 |     | 0–0 | 2–3 | 4–0 | 3–1 | 1–0 | 2–2 | 2–0 | 2–1 |
| Drava Ptuj           | 0–2 | 3–0 |     | 5–1 | 1–2 | 2–1 | 0–4 | 1–0 | 1–1 | 0–1 |
| Gorica               | 2–1 | 0–2 | 1–0 |     | 2–2 | 2–0 | 2–0 | 3–1 | 2–1 | 0–2 |
| Interblock Ljubljana | 1–1 | 0–0 | 1–2 | 2–0 |     | 1–2 | 1–2 | 3–1 | 2–0 | 2–1 |
| Koper                | 1–0 | 1–1 | 3–1 | 1–3 | 1–4 |     | 1–1 | 1–1 | 1–1 | 1–2 |
| NK Maribor           | 2–1 | 3–0 | 1–1 | 4–3 | 4–1 | 3–2 |     | 4–1 | 3–3 | 2–1 |
| Nafta Lendava        | 1–0 | 1–0 | 2–0 | 1–0 | 3–0 | 2–0 | 1–1 |     | 1–0 | 1–1 |
| Primorje             | 1–4 | 3–3 | 0–0 | 1–3 | 1–1 | 2–0 | 0–0 | 1–2 |     | 3–1 |
| Rudar Velenje        | 2–2 | 1–0 | 3–0 | 2–1 | 2–0 | 5–1 | 1–2 | 0–0 | 0–1 |     |

Forrás: A Prva SNL hivatalos oldala (szlovénül) 
1A hazai csapatok a bal oldali oszlopban szerepelnek.
Színek: Zöld = hazai győzelem; Sárga = döntetlen; Piros = vendéggyőzelem.
 

### A szezon második fele
| Hazai \ Vendég1      | CEL | DOM | DRA | GOR | INT | KOP | MAR | NAF | PRI | RUD |
| Celje                |     | 0–1 | 1–3 | 1–2 | 1–0 | 1–2 | 1–1 | 2–0 | 3–0 | 2–1 |
| NK Domžale           | 0–3 |     | 2–2 | 0–2 | 2–0 | 1–0 | 3–3 | 2–2 | 0–0 | 0–1 |
| Drava Ptuj           | 0–2 | 0–2 |     | 2–2 | 2–1 | 1–2 | 2–1 | 4–1 | 0–1 | 2–0 |
| Gorica               | 1–0 | 2–3 | 3–5 |     | 1–1 | 1–0 | 3–0 | 2–1 | 3–3 | 0–1 |
| Interblock Ljubljana | 2–0 | 0–2 | 3–2 | 1–2 |     | 1–1 | 4–1 | 5–0 | 3–1 | 0–1 |
| Luka Koper           | 3–2 | 0–0 | 1–2 | 3–1 | 3–0 |     | 0–0 | 3–0 | 1–0 | 0–1 |
| NK Maribor           | 1–0 | 2–1 | 2–1 | 0–0 | 0–1 | 0–0 |     | 3–1 | 2–0 | 4–1 |
| Naftan Lendava       | 0–0 | 0–0 | 1–0 | 1–4 | 3–3 | 1–1 | 1–0 |     | 2–0 | 0–1 |
| Primorje             | 2–0 | 0–0 | 1–0 | 2–1 | 0–3 | 0–0 | 1–1 | 1–0 |     | 2–0 |
| Rudar Velenje        | 0–1 | 2–2 | 3–2 | 1–0 | 2–1 | 0–0 | 1–2 | 2–0 | 1–1 |     |

Forrás: A Prva SNL hivatalos oldala (szlovénül) 
1A hazai csapatok a bal oldali oszlopban szerepelnek.
Színek: Zöld = hazai győzelem; Sárga = döntetlen; Piros = vendéggyőzelem.
 

## A góllövőlista élmezőnye
Forrás: A Prva SNL hivatalos oldala (szlovénül).
17 gólos
- Etien Velikonja (Gorica)

15 gólos
- Marco Tavares (NK Maribor)

13 gólos
- Edin Junuzović (Rudar Velenje)
- Dario Zahora (Interblock Ljubljana)

11 gólos
- Darijo Biščan (Celje)
- Jože Benko (NK Domžale)

10 gólos
- Dalibor Volaš (Nafta Lendava)
- Milan Osterc (ND Gorica)

9 gólos
- Nedzbedin Selimi (Primorje)
- Josip Iličić (Interblock Ljubljana)

## Külső hivatkozások
- A Prva SNL hivatalos oldala (szlovénül)